# Boss
Boss je američko-kanadska televizijska političko-dramska serija čiji je autor Farhad Safinia. Glavni lik serije je Tom Kane (Kelsey Grammer), gradonačelnik Chicaga kojem je dijagnosticiran degenerativni neurološki poremećaj.
Serija se na američkoj televiziji prikazivala na Starzu, a producirale su je Category 5 Entertainment, Grammnet Productions i Lionsgate Television. S emitiranjem je započela 21. listopada 2011. godine. 27. rujna iste godine mreža Starz je službeno najavila da će se snimati i druga sezona serije koja će se sastojati od deset epizoda koje će biti emitirane tijekom 2012. godine.

## Radnja
Serija prati Toma Kanea, gradonačelnika Chicaga, kojem je upravo dijagnosticiran degenerativni neurološki poremećaj. Odlučan u namjeri da zadrži vlast, Kane skriva bolest od svih koji ga uključuju osim od vlastite doktorice, Dr. Ella Harris. Kaneovi suradnici previše su zaposleni sa svojim vlastitim životima i problemima te ne primjećuju promjene koje se događaju s gradonačelnikom. Kaneov brak sa suprugom Meredith je ništa drugo nego fasada. Kaneovi najbliži suradnici, Kitty O'Neill i Ezra Stone, počnu sumnjati da nešto nije u redu s gradonačelnikom, ali ga previše cijene i ne postavljaju suviše pitanja dok je državni blagajnik Ben Zajac totalno zaokupljen vlastitim političkim ambicijama i nadolazećim izborima za guvernera države Illinois da ništa ne primjećuje. Tom i Meredith imaju otuđenu kćerku Emmu Kane koja živi svoj vlastiti život i upušta se u vezu s dilerom...

## Glumačka postava

### Glavni likovi
- Kelsey Grammer kao Tom Kane, gradonačelnik Chicaga
- Connie Nielsen kao Meredith Kane, Tomova supruga
- Kathleen Robertson kao Kitty O'Neill, Tomova osobna pomoćnica
- Hannah Ware kao Emma Kane, Tomova otuđena kćerka
- Jeff Hephner kao Ben Zajac, državni blagajnik Illinoisa i kandidat za guvernera države Illinois

### Sporedni likovi
- Martin Donovan kao Ezra Stone, Tomov viši politički savjetnik
- Francis Guinan kao McCall Cullen, guverner države Illinois koji se bori za ponovne izbore
- Rotimi Akinosho kao Darius, diler droge koji se upušta u vezu s Emmom
- Karen Aldridge kao Dr Ella Harris, Tomov neurolog
- Troy Garity kao Sam Miller, politički novinar koji radi za The Chicago Sentinel
- Jennifer Mudge kao Debra Whitehead, medicinska sestra i kućna pomoćnica Tomovog svekra i bivšeg gradonačelnika
- Ricardo Gutierrez kao gradski vijećnik Mata
- James Vincent Meredith kao gradski vijećnik Ross
- Joe Minoso kao Moco Ruiz, voditelj građevinske tvrtke koji radi na ekspanziji aerodroma koju je naručio gradonačelnik Kane

## Razvoj serije i produkcija
Autor serije Boss je Farhad Safinia koji ju je razvio krajem 2010. godine uz pomoć Kelseyja Grammera i njegove produkcijske kompanije Grammnet Productions. Tijekom studenog iste godine mnoge televizijske kuće izrazile su zanimanje za scenarij, a seriju je na kraju otkupila kuća Starz koja je odmah naručila snimanje kompletne sezone bazirajući svoju odluku tek na jačini scenarija. Ta odluka bila je ujedno i u skladu s poslovnom politikom kuće koja inače ne naručuje samo Pilot epizode (kao većina ostalih) već odmah odobrava kompletne projekte. Safinia je napisao Pilot epizodu, Gus Van Sant ju je režirao, a obojica su skupa s Grammerom, Richardom Levineom, Lynom Green, Brianom Sherom i Stellom Bulochnikov-Stopler postali izvršni producenti serije.
Objave glumačke postave započele su odmah u studenom 2010. godine, a Grammer je bio prvi koji je dobio ulogu. On nastupa kao Tom Kane, "gradonačelnik Chicaga kojem je dijagnosticiran degenerativni neurološki poremećaj za koji znaju samo on i njegova doktorica". Sljedeća se glumačkoj postavi pridružila Connie Nielsen kao Meredith Kane, Tomova supruga: "Meredith i Kane nalaze se u lošem braku i jedva da razgovaraju jedno s drugim kad nisu u javnosti". Jeff Hephner je sljedeći glumac koji je postao članom glumačke postave kao Ben Zajack, "državni blagajnik, besprijekorno dobrog izgleda i ambiciozni građanin Chicaga za kojeg je više nego očigledno da će uskoro postati jedan od glavnih igrača čikaške političke scene". Posljednji glumci glavne glumačke postave koji su se pridružili istoj bile su Hannah Ware i Kathleen Robertson. Ware glumi Emmu Kane, Tomovu otuđenu kćerku, a Robertson igra Kitty O'Neil, Kaneovu osobnu asistenticu.
Televizijska mreža Starz kasnije je objavila da su se glumačkoj ekipi pridružili Martin Donovan, Francis Guinan, Rotimi Akinosho, Karen Aldridge, Troy Garity, Ricardo Gutierrez, James Vincent Meredith i Joe Minoso. Martin Donovan glumi Ezru Stonea, "pametnog višeg političkog savjetnika gradonačelnika Kanea koji ga poznaje bolje nego itko drugi. Bilo da je u pitanju zalaganje za Kaneovu inicijativu ili asistiranje u osobnom životu, Ezra uvijek obavi svoj zadatak". Francis Guinan glumi guvernera McCalla Cullena, "guvernera države Illinois kojem se ne sviđa gradonačelnikova naizgled nepokolebljiva potpora za njegov ponovni izbor na nadolazećim izborima. Tijekom razvoja serije njegova ružna narav postaje sve gora." Rotimi Akinosho nastupa u ulozi Dariusa, "zgodnog dilera droge čije je tijelo prekriveno tetovažama, ali koji je pametan, elokventan i brine o svom bolesnom ujaku". Karen Aldrige glumi Dr. Ellu Harris, neurologinju gradonačelnika Kanea i jedina je osoba uz njega koja zna za njegovo zdravstveno stanje. Troy Garity igra Sama Millera, "političkog novinara iz The Chicago Sentinela koji ima nos za pravu priču". Ricardo Gutierrez nastupa u ulozi vijećnika Mate, "političkog šefa 30. gradske izborne jedinice koji smatra da cilj opravdava sredstvo, bez obzira kakvo ono bilo". James Vincent Meredith dobio je ulogu vijećnika Rossa, "Kaneovog najvećeg rivala", a Joe Minoso ulogu Mocoa Ruiza, "radnika u građevinskoj tvrtki, ujedno jednog od glavnih igrača vijećnika Mate".
Serija se snimala u razdoblju od 27. travnja do 27. srpnja 2011. godine u Chicagu, država Illinois.
Tijekom održavanja ljetne ture za novinare Udruženja televizijskih kritičara, mreža Starz je službeno objavila da će se serija Boss započeti emitirati 21. listopada 2011. Seriju su producirale Category 5 Entertainment, Grammnet Productions i Lionsgate Television.

## Nagrade
Serija Boss nominirana je u dvije kategorije za Zlatne Globuse: najbolja televizijska serija (drama) i najbolji glavni glumac u televizijskoj seriji (drama).

## Vanjske poveznice
- Boss u internetskoj bazi filmova IMDb-a